# Francis H. Harlow
Francis Harvey Harlow (22 gennaio 1928 – 1º luglio 2016) è stato un fisico statunitense conosciuto per il suo lavoro sviluppato attorno alla dinamica dei fluidi.
È stato un ricercatore del Los Alamos National Laboratory, a Los Alamos, nel Nuovo Messico; ed è accreditato per aver creato la scienza della fluidodinamica computazionale (CFD). In questo campo è particolarmente conosciuto per aver contribuito allo sviluppo di vari algoritmi per la simulazione computazionale di vari fluidi, inclusi i metodi PIC,  FLIC e MAC. Nel 2004, Harlow ricevette una Los Alamos Medal, il più grande onore attribuito dalla LANL.
Oltre ad essere un rinomato fisico teorico appartenente alla American Physical Society, Harlow era anche un esperto vasaio usando le tecniche tradizionali del popolo Pueblo del Nuovo Messico, pubblicando vari studi sulle tradizioni di questa popolazione nativa americana e donando varie opere d'arte al Museum of Indian Arts and Culture dopo la sua morte.